# Pojezierze Krzywińskie
Pojezierze Krzywińskie (315.82) – mezoregion fizycznogeograficzny w środkowo-zachodniej Polsce, stanowiący południową część Pojezierza Leszczyńskiego. Region graniczy od północy z Równiną Kościańską, od zachodu z Pojezierzem Sławskim, od południa z Wysoczyzną Leszczyńską, od południowego wschodu z  Wałem Żerkowskim a od północnego wschodu z Kotliną Śremską. Pojezierze Krzywińskie leży w całości w obrębie woj. wielkopolskiego i bierze swą nazwę od miasta Krzywiń.
Mezoregion jest jeziorną wysoczyzną morenową o wysokościach do 150 m n.p.m., porozcinaną licznymi rynnami polodowcowymi (obecnie jeziora). Występują tu zalesione wzniesienia powiązane z akumulacją lądolodu, m.in. kemy i moreny o wysokościach względnych do ok. 50 m n.p.m. Jest to region rolniczy o dużych walorach turystycznych (zróżnicowany krajobraz, atrakcyjne jeziora, m.in. Dolskie Wielkie i Grzymisławskie).
Głównymi ośrodkami miejskimi regionu są Osieczna, Krzywiń i Dolsk, ponadto wieś Lipno. 